# شيماء قمبر
شيماء قمبر (6 أكتوبر 1983 -)، مذيعة وممثلة وكاتبة ومساعد مخرج كويتية.

## عن حياتها
بدأت حياتها كمذيعة تلفزيونية وقدمت العديد من البرامج التلفزيونية المنوعة في قناة سكوب وتلفزيون الكويت ، وبعد مدة قليلة أصبح نشاطها التلفزيوني كمذيعة يقل بصورة واضحة ، والسبب علي حد قولها انها لم تجد الفرصة المناسبة في أخذ مساحة كبيرة تبرز أدائها كمذيعة ، وفي عام 2016 إتجهت إلى التمثيل من خلال مسرحية الأطفال الاستعراضية «جوزة والشريرة زوزة» ومسلسل «خمس بنات».

## أعمالها

### التمثيل

#### من المسلسلات
| سنة الإنتاج | اسم المسلسل         | الشخصية     |
| ----------- | ------------------- | ----------- |
| 2016        | خمس بنات            | سعاد        |
| 2017        | بو طبيع             | تهاني       |
| 2017        | اليوم الأسود        | أمل         |
| 2018        | هم نوايا            | شريفة       |
| 2018        | محطة انتظار         | شيماء       |
| 2018        | ترللي               |             |
| 2018        | المواجهة            | زينب        |
| 2018        | روز باريس           | أمل         |
| 2018        | عزوتي               | دكتورة سعاد |
| 2019        | مني وفيني           |             |
| 2020        | كسرة ظهر            | جود         |
| 2021        | سرك الخافي          |             |
| 2022        | شيء لا أنساه        |             |
| 2023        | في دروب السعي مظالم |             |
| 2023        | السجين النصاب       | خلود        |
| 2023        | محطات 22            |             |
| 2025        | بيت حمولة           | إيمان       |

### من المسرحيات
- جوزة والشريرة زوزة.
- هلا بالخميس.
- حلم أمينة.
- الطابق الثاني.
- عايش وشايش.
- وينزداي.
- السحر الأسود.
- ساحرة الشمال.
- عنتر المفلتر.
- المهمة الصعبة.

## التكريم
- إختارت النسخة الثالثة من مهرجان "أوسكار العرب" المنظم في تونس الاعلامية والممثلة شيماء قمبر بعد تألقها في دور "جود" في المسلسل الكويتي "كسرة ظهر" عام 2020.[6]
- كرمت عن دورها في مسرحية «عنتر المفلتر» في الدورة السابعة من مهرجان «المسرحيون» بالكويت.[7]